# Miki Fujimoto
Miki Fujimoto (藤本美貴, Fujimoto Miki, née le 26 février 1985 à Takikawa (Hokkaido, Japon) est une actrice, ex-idole japonaise anciennement chanteuse en solo et au sein des Morning Musume et d'autres groupes du Hello! Project.

## Biographie
Découverte lors des auditions de la « quatrième génération » des Morning Musume en 2000, elle rejoint le Hello! Project en tant qu'artiste solo et commence sa carrière en 2002. Après un album et plusieurs singles, sa carrière solo est interrompue mi-2003 lorsqu'elle est incorporée de façon inhabituelle aux Morning Musume lors de l'arrivée de la « sixième génération » du groupe. Bien que n'ayant pas participé aux auditions de cette année-là, elle est considérée comme appartenant à cette génération au même titre que les trois sélectionnées: Reina Tanaka, Eri Kamei et Sayumi Michishige.
Avec sa collègue Asami Konno, elle participe en parallèle au groupe Country Musume en 2003 et 2004, renommé pour l'occasion Country Musume ni Konno to Fujimoto.
Après le démission inattendue de la leader Mari Yaguchi le 14 avril 2005, Miki Fujimoto devient la sous-leader du groupe, la place vacante de leader étant désormais occupée par Hitomi Yoshizawa. En juin 2006, elle forme en parallèle le duo GAM avec son amie Aya Matsura. Après la graduation (départ) de Yoshizawa le 6 mai 2007, Miki Fujimoto devient la nouvelle leader des Morning Musume, Ai Takahashi occupant alors la fonction de sous-leader.
Cependant quelques jours après, le 1er juin de la même année, son retrait des Morning Musume est brusquement annoncé par son agence, à la suite de la publication dans la presse de photos volées de Fujimoto en compagnie d'un petit ami, l'acteur Shoji Tomoharu, liaison jugée incompatible avec ses activités d' "idole". Miki Fujimoto reste toutefois officiellement au sein du Hello! Project en tant qu'artiste solo, mais est tenue en fait en retrait de toute activité par son agence, entrainant par là-même la fin officieuse de GAM. Elle finit par enregistrer un single en duo avec Takao Horiuchi en avril 2008, mais en dehors du H!P.
Son départ du H!P a lieu le 31 mars 2009, avec les autres anciennes du Elder Club. Elle continue sa carrière au sein de la maison mère Up-Front et du M-line club, apparaissant dans des drama et au théâtre. Elle forme en janvier 2011 le groupe Dream Morning Musume avec ses anciennes collègues de Morning Musume.
Elle quitte le M-line club le 31 mars 2016.

## Vie privée
Miki Fujimoto épouse Shoji Tomoharu en juillet 2009.
Le 12 septembre 2011, elle annonce sa grossesse et son retrait de la prochaine tournée de Dream Morning Musume en conséquence. Elle donne naissance à un fils nommé Toranosuke le 27 mars 2012 et à une fille nommée Tsubasa le  1er août 2015. Le 24 janvier 2020, elle donne naissance à son troisième enfant, une petite fille. 

## Groupes

### Au sein du Hello! Project
- Gomattou (2002–2003)
- Odoru 11 (2002)
- Morning Musume (2003–2007)
- 11WATER (2003)
- Morning Musume Otomegumi (2003–2004)
- Country Musume ni Konno to Fujimoto (2003)
- H.P. All Stars (2004)
- Hello! Project Akagumi (2005)
- Sexy Otonajan (2005)
- Wonderful Hearts (2006–2007)
- GAM (2006–2007)
- Elder Club (2009)

### Autres
- Morning Musume OG (2010)
- Afternoon Musume (2010)
- Ganbarou Nippon Ai wa Katsu Singers (2011)
- Dream Morning Musume (2011)

## Discographie

### En solo
Album
- 2003-02-26 : Miki 1

Singles
- 2002-03-13 : Aenai Nagai Nichiyōbi
- 2002-06-12 : Sotto Kuchizukete Gyutto Dakishimete
- 2002-09-04 : Romantic Ukare Mode
- 2002-11-07 : Boyfriend
- 2003-02-05 : Boogie Train '03
- 2008-04-23 : Okitegami

Singles V (DVD)
- 2002-12-18 : Boyfriend
- 2003-02-05 : Boogie Train '03
- 2008-12-24 : Okitegami

DVD
- 2002-10-02 : Fujimoto Single M Clips 1 (藤本シングルMクリップス①)
- 2003-04-25 : Alo! Hello Fujimoto Miki (アロハロ！藤本美貴)
- 2003-06-18 : Fujimoto Miki First Live Tour 2003 Spring ~Miki 1~

### Avec Morning Musume
Singles
- 30 juillet 2003 : Shabondama
- 6 novembre 2003 : Go Girl ~Koi no Victory~
- 21 janvier 2004 : Ai Araba It's All Right
- 12 mai 2004 : Roman ~My Dear Boy~
- 22 juillet 2004 : Joshi Kashimashi Monogatari
- 3 novembre 2004 : Namida ga Tomaranai Hōkago
- 19 janvier 2005 : The Manpower!
- 27 avril 2005 : Osaka Koi no Uta
- 27 juillet 2005 : Iroppoi Jirettai
- 9 novembre 2005 : Chokkan 2 ~Nogashita Sakana wa Ōkiizo!~
- 15 mars 2006 : Sexy Boy ~Soyokaze ni Yorisotte~
- 21 juin 2006 : Ambitious! Yashinteki de Ii Jan
- 8 novembre 2006 : Aruiteru
- 14 février 2007 : Egao Yes Nude
- 25 avril 2007 : Kanashimi Twilight

Albums
- 31 mars 2004 :  Best! Morning Musume 2
- 8 décembre 2004 :  Ai no Dai 6 Kan
- 15 février 2006 :  Rainbow 7
- 13 décembre 2006 :  7.5 Fuyu Fuyu Morning Musume Mini!  (mini album)
- 21 mars 2007 :  Sexy 8 Beat

Mini-Album
- 27 février 2018 : Hatachi no Morning Musume (Morning Musume 20th)

(+ compilations du groupe)

### Autres participations
Singles
- 20 novembre 2002 : Shall We Love? (avec Gomattō)
- 3 juillet 2002 : Shiawase Kyōryū Ondo (avec Odoru 11)
- 9 juillet 2003 : Be All Right! (avec 11WATER)
- 24 juillet 2003 : Uwaki na Honey Pie (avec Country Musume ni Konno to Fujimoto)
- 18 septembre 2003 : Ai no Sono ~Touch My Heart!~ (avec Morning Musume Otome Gumi)
- 12 novembre 2003 : Senpai ~Love Again~ (avec Country Musume ni Konno to Fujimoto)
- 25 février 2004 : Yūjō ~Kokoro no Busu ni wa Naranee!~ (avec Morning Musume Otome Gumi)
- 4 août 2004 : Shining Itoshiki Anata (avec Country Musume ni Konno to Fujimoto)
- 1er décembre 2004 : All for One & One for All! (avec H.P. All Stars)
- 22 juin 2005 : Onna, Kanashii, Otona (Onna, Kanashii, Otona)
- 13 septembre 2006 : Thanks! (avec GAM)
- 18 octobre 2006 : Melodies (avec GAM)
- 21 mars 2007 : Lu Lu Lu (avec GAM)
- 24 mars 2007 : Daisuki Rakuten Eagles (avec GAM)
- 29 août 2007  : Atsui Tamashii (sortie annulée ; le titre paraitra sur la compilation Petit Best 8)
- 22 juin 2011 : Ai wa Katsu (avec Ganbarou Nippon Ai wa Katsu Singers)
- 15 février 2012 : Shining Butterfly (avec Dream Morning Musume)

Albums
- 23 octobre 2002 : FS3 Folk Songs 3
- 23 mai 2007 : 1st GAM ~Amai Yūwaku~ (avec GAM)
- 20 avril 2011 : Dreams 1 (avec Dream Morning Musume)

(+ compilations diverses)

## Filmographie
Films
- 2003 : 17sai ~Tabidachi no Futari~ (17才〜旅立ちのふたり〜)
- 2009 : LONG CARAVAN

Dramas
- 2002 : Tenshi no Utagoe ~Shounibyoutou no Kiseki~ (天使の歌声〜小児病棟の奇跡〜) (Kitamura Manami)
- 2004 : Ryuuma ga Yuku (竜馬がゆく) (Sakamoto Harui)
- 2009 : Dare mo Mamorenai(誰も守れない) (Rena)
- 2009 : Reset (リセット) (Ashizawa Azusa)

## Divers
Programme TV
- 2001–2002 : Shin Bishoujo Nikki (新・美少女日記)
- 2002–2007 : Hello! Morning (ハロー!モーニング。)
- 2002–2003 : Bishoujo Nikki III (美少女日記III)
- 2003 : Soreyuke! Gorokkies (それゆけ!ゴロッキーズ)
- 2004 : Futarigoto (二人ゴト)
- 2005 : Musume DOKYU! (娘DOKYU!)
- 2007 : Haromoni@ (ハロモニ@)
- 2009 : THE 1 Okubun no 8 (THE 1億分の8)

DVD
- 25 avril 2003 : Alo Hello! Fujimoto Miki

Comédies musicales et théâtres
- 2003 : Edokko Chushingura (江戸っ娘。忠臣蔵)
- 2006 : Ribbon no Kishi The Musical (リッボンの騎士ザ・ミュージカル) (Witch Hecate)
- 2008 : HAKANA
- 2008 : Grease (グリース) (Betty Rizzo)
- 2009 : Sendai Shiro Monogatari (仙台四郎物語)

Radio
- 2002 : Fujimoto Miki no All Night Nippon Petit!
- 2002-2003 : Fujimoto Miki Heart Days Radio
- 2002-2007 : Fujimoto Miki no Dokimiki Night
- 2004-2007 : Young Town Douyoubi

Photobooks
- 2003-04-11 : Ayaya to Mikitty
- 2003-04-22 : Alo Hello! Fujimoto Miki
- 2004-01-24 : Mikitty
- 2005-02-25 : Real 226
- 2005-12-17 : cheri
- 2006-11-25 : COEUR